# Calydorea alba
Calydorea alba là một loài thực vật có hoa trong họ Diên vĩ. Loài này được Roitman & A.Castillo mô tả khoa học đầu tiên năm 2005.